# Přední Lhota (Těchlovice)
Přední Lhota (německy Nieder Wellhotten) je vesnice, součást obce Těchlovice v okrese Děčín. Nachází se podél Rychnovského potoka, na rozhraní údolí Labe v Českém středohoří, v katastrálním území Přední Lhota u Těchlovic, jeden kilometr severně od Těchlovic. Vsí prochází silnice III/24095.

## Obyvatelstvo
Při sčítání lidu v roce 1921 ve vsi žilo 166 obyvatel (z toho 76 mužů), z nichž bylo 161 Němců a pět cizinců. Všichni se hlásili k římskokatolické církvi. Podle sčítání lidu z roku 1930 měla vesnice 190 obyvatel: sedmnáct Čechoslováků, 169 Němců a čtyři cizince. Kromě jednoho evangelíka, tří členů církve československé a devíti lidí bez vyznání byli římskými katolíky.
|           | 1869 | 1880 | 1890 | 1900 | 1910 | 1921 | 1930 | 1950 | 1961 | 1970 | 1980 | 1991 | 2001 | 2011 |
| --------- | ---- | ---- | ---- | ---- | ---- | ---- | ---- | ---- | ---- | ---- | ---- | ---- | ---- | ---- |
| Obyvatelé | 138  | 148  | 151  | 186  | 158  | 166  | 190  | 92   | 62   | 66   | 51   | 34   | 35   | 53   |
| Domy      | 23   | 26   | 27   | 26   | 26   | 29   | 27   | 18   | —    | 15   | 12   | 11   | 15   | 15   |

## Obecní správa
V roce 1850 byla Přední Lhota samostatnou obcí s osadou Humpreska (nyní Humprechtka), později se stala katastrální obcí Těchlovic s osadami Humpreska a Sperlingstein (1893). V roce 1907 byly součástí Přední Lhoty osady Humpreska a Müllerberg, k nimž o šest lest později přibyla osada Kohlloch, v roce 1921 je Přední Lhota uváděna již jen jako osada obce Těchlovice. Tou byla do roku 1980 a posléze evidenční částí obce Těchlovice, od 1. července 1980 byla krátce do 31. prosince 1980 částí obce Boletice nad Labem. Od roku 1981 je opět součástí Těchlovic, ovšem už bez statusu části obce (v letech 1981–1996 byly Těchlovice částí Děčína).